# Exacum bulbilliferum
Exacum bulbilliferum är en gentianaväxtart som beskrevs av John Gilbert Baker. Exacum bulbilliferum ingår i släktet Exacum och familjen gentianaväxter. Inga underarter finns listade i Catalogue of Life.